# Complot de Ridolfi

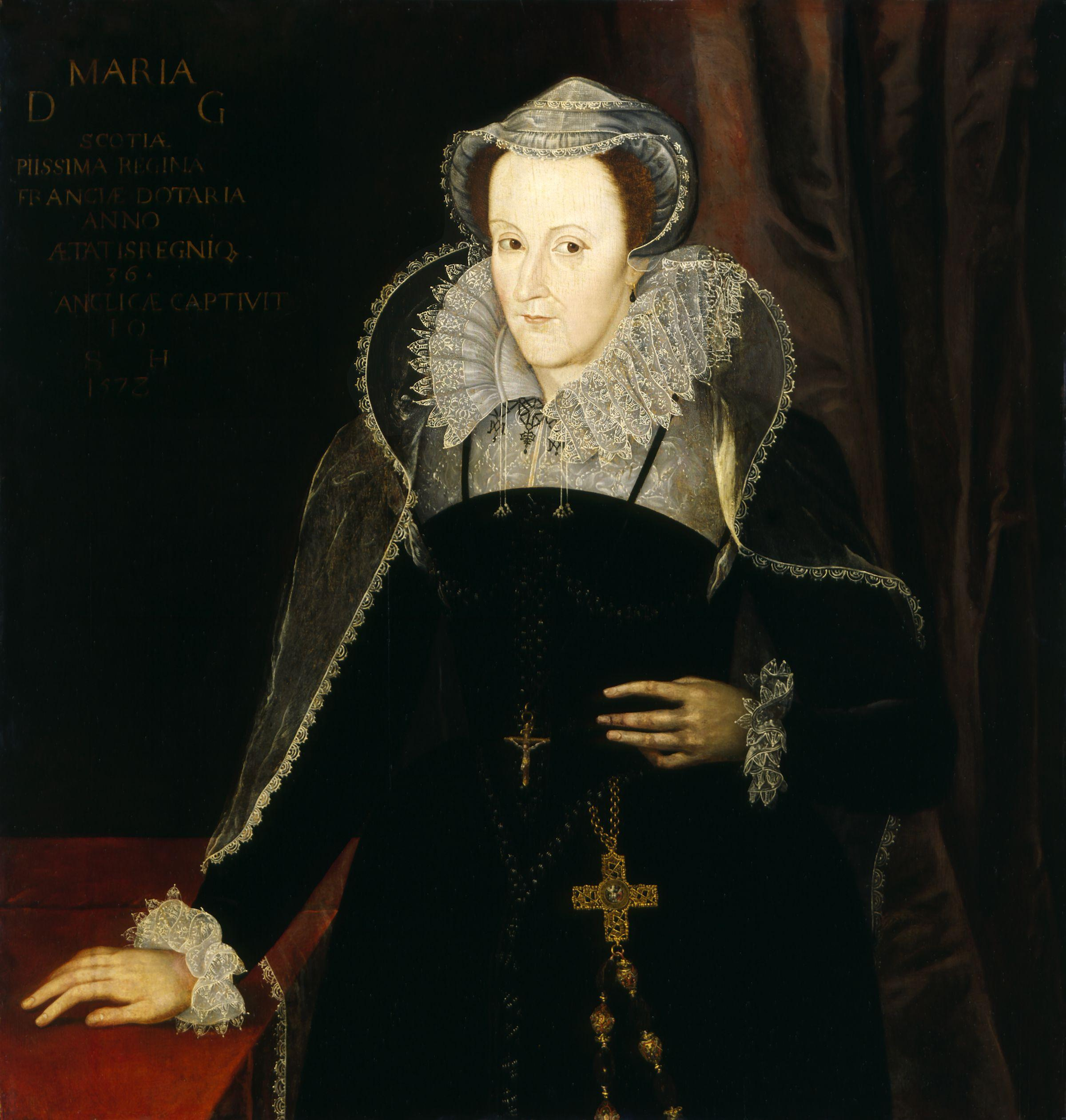
Le Complot de Ridolfi visait à mettre Marie Stuart sur le trône d'Angleterre.

Le complot de Ridolfi est un complot datant de 1571, visant à assassiner la reine Élisabeth Ire d'Angleterre et à la remplacer par Marie, reine d'Écosse. Le complot fut organisé et planifié par Roberto di Ridolfi, un banquier international qui était en mesure de voyager entre Bruxelles, Rome et Madrid afin de recueillir du soutien sans attirer trop de soupçons.

## Contexte
Le duc de Norfolk, un cousin de la reine Élisabeth et le plus riche propriétaire foncier du pays, avait été proposé comme un possible mari de Marie d'Écosse depuis son emprisonnement en 1568. Cela convenait à Norfolk, qui avait de l'ambition et trouvait qu'Élisabeth le sous-estimait constamment. Dans la poursuite de ses objectifs, il accepta de soutenir la rébellion du Nord, mais il perdit rapidement son sang-froid. Norfolk fut emprisonné dans la Tour de Londres pendant neuf mois, et libéré et assigné à résidence seulement lorsqu'il eût tout avoué et imploré le pardon.
Le Pape Pie V, dans sa bulle pontificale Regnans in Excelsis de 1570, excommunia la protestante Élisabeth et permit à tous les fidèles catholiques de faire tout ce qu'ils pouvaient pour la supplanter. La majorité des catholiques ignorèrent cette bulle, mais en réponse à cela, Élisabeth devint beaucoup plus sévère envers les catholiques et leurs sympathisants.

## Complot
Roberto Ridolfi, un banquier florentin et fervent catholique, avait été impliqué dans la planification de la rébellion du Nord et complotait en vue de renverser Élisabeth dès 1569. Avec l'échec de la rébellion, il conclut qu'une intervention étrangère était nécessaire pour rétablir le Catholicisme et offrir à Marie le trône d'Angleterre. Il commença donc à contacter de potentiels conspirateurs. Le conseiller de Marie, John Lesley, l'évêque de Ross, donna son consentement au complot qui visait à la libérer.
Le plan prévoyait une invasion menée par Fernando Álvarez de Toledo, 3e duc d'Albe depuis les Pays-Bas avec 10 000 hommes, le lancement d'une rébellion du la noblesse anglaise du nord, le meurtre d'Élisabeth, et le mariage entre Marie et Thomas Howard, 4e duc de Norfolk. Ridolfi, optimiste, estimait que la moitié du peuple anglais était catholique, et qu'il pourrait rassembler au moins 39 000 hommes. Norfolk affirma à Ridolfi qu'il était catholique, bien qu'en tant que disciple de John Foxe, il resta protestant toute sa vie,. Marie et Norfolk, impatients de remédier à leurs situations respectives, acceptèrent le complot. Avec leur bénédiction, Ridolfi partit pour le continent afin de gagner le soutien du duc d'Albe (commandant aux Pays-Bas espagnols), de Pie V et du roi d'Espagne Philippe II.

## Liste des conspirateurs
Les co-conspirateurs de Ridolfi, dont certains ont été mentionnés ci-dessus, ont joué un rôle important dans le complot visant à renverser Élisabeth :
- Don Guerau de Espés (en) : ambassadeur d'Espagne en Angleterre, expulsé après la découverte de son implication. Élisabeth avait confié ses préoccupations au sujet du comportement d'Espés à Anne d'Autriche, la reine d'Espagne[10].
- John Lesley : évêque de Ross, proche de Marie Stuart ; il organisa des réunions et remit les lettres de Marie lors de son assignation à résidence.
- Thomas Howard, 4e duc de Norfolk, cousin de la reine Élisabeth : il devait épouser Marie, reine d'Écosse, et restaurer avec elle le règne catholique des trônes d'Angleterre et d'Écosse. Après que le complot fut découvert, son procès dura une journée entière et se termina par son exécution.
- Marie, reine d'Écosse : après avoir eu la certitude qu'Élisabeth Ire ne comptait pas lui rendre le trône d'Écosse ni la renvoyer en France, Marie prit part au complot pour retrouver sa liberté. Elle écrivit à Ridolfi pour dénoncer les Français et solliciter l'aide espagnole, tout en affirmant son amitié et sa loyauté envers Élisabeth Ire et l'Angleterre. Elle donna son accord au complot en mars 1571. Son rôle était d'épouser le duc de Norfolk, et elle projetait de récupérer le trône d'Écosse dès l'arrivée des troupes à Londres. Cependant, quand le complot fut découvert, son engagement dans ce dernier altéra l'opinion qu'Élisabeth avait d'elle.
- Philippe II : accueillit Ridolfi à sa cour et, avec son conseil, discuta des avantages et des inconvénients du complot. Il soutint le renversement d'Élisabeth et plus tard son assassinat. Philippe désapprouva toutefois la bulle papale contre Élisabeth car, selon Cyril Hamshere, il craignait que cela « n'invite Élisabeth à prendre des mesures de représailles à l'encontre des catholiques[11] ».
- Fernando Álvarez de Toledo, 3e duc d'Albe : gouverneur des Pays-Bas espagnols, il devait envoyer plus de 10 000 hommes à Harwich ou Portsmouth. Son armée devait envahir l'Angleterre et arriver jusqu'à Londres pour rétablir Marie sur le trône, via la capture ou l'assassinat d'Élisabeth.
- Le pape Pie V : il avait fait de Ridolfi son agent papal en Angleterre, en 1567. Pie V était non seulement au courant du complot, mais il avait aussi donné son approbation écrite dans une lettre que Ridolfi devait faire parvenir à Philippe II.

## Découverte
En 1571, le réseau d'Élisabeth, sous l'égide de Francis Walsingham, lui faisait parvenir des informations à propos des complots contre sa vie. En gagnant la confiance de l'ambassadeur d'Espagne en Angleterre, John Hawkins apprit les détails de la conspiration et en informa le gouvernement de manière à arrêter les conspirateurs. Élisabeth reçut également  un avertissement de Cosme Ier de Médicis, grand-duc de Toscane, qui avait appris le complot mené contre elle. Charles Baillie, le messager de Ridolfi, fut arrêté aux environs du 12 avril 1571 à Douvres en possession de lettres compromettantes, et par l'utilisation de la torture et de la prison, il fut forcé de révéler le chiffrement des messages qu'il transportait.